# Literaturpreis „Text & Sprache“ des Kulturkreises der deutschen Wirtschaft
Der Literaturpreis „Text & Sprache“ des Kulturkreises der deutschen Wirtschaft ist ein jährlich vom Kulturkreis der deutschen Wirtschaft verliehener deutscher Literaturpreis.
Der Preis wurde ursprünglich als Literaturpreis des Kulturkreises der deutschen Wirtschaft und Dramatikerpreis des Kulturkreises der deutschen Wirtschaft an Schriftsteller und Dramatiker vergeben. Der Literaturpreis wurde ab 2009 in den Sparten Prosa (20.000 Euro) und Poesie abwechselnd mit Übersetzung (10.000 €) verliehen. Vorläufer des Preises war seit 1953 die Ehrengabe des Kulturkreises der Deutschen Wirtschaft im BDI, die 1989 zum Hans-Erich-Nossack-Preis umbenannt wurde. Seit 2017 wird nur noch ein mit 20.000 Euro dotierter Preis verliehen und entsprechend in Literaturpreis „Text & Sprache“ umbenannt.
Eine Bewerbung ist nicht möglich, die Kandidaten werden von den Mitgliedern des Gremiums Literatur, das sich aus Mitgliedern des Kulturkreises der Deutschen Wirtschaft und Fachberatern zusammensetzt, vorgeschlagen und ausgewählt. Mit dem Preis wird ein literarisches Gesamtwerk ausgezeichnet. Ziel des Preises ist es, Autoren finanziell zu fördern und bekannt zu machen.

## Preisträger
2007
- Prosa: Thomas Stangl
- Dramatikerpreis: Philipp Löhle

2008
- Prosa: Thomas von Steinaecker
- Dramatikerpreis: Ewald Palmetshofer

2009
- Prosa: Tilman Rammstedt
- Poesie: Barbara Köhler
- Dramatikerpreis: Juliane Kann

2010
- Prosa: Thomas Glavinic
- Übersetzung: Thomas Mohr
- Dramatikerpreis: Dirk Laucke

2011
- Prosa: Anna Katharina Fröhlich
- Poesie: Armin Senser
- Dramatikerpreis: Oliver Kluck

2012
- Prosa: Wolfgang Herrndorf
- Übersetzung: Waltraud Hüsmert
- Dramatikerpreis: Wolfram Lotz

2013
- Prosa: Clemens J. Setz
- Poesie: Nora Gomringer
- Dramatikerpreis: Anne Lepper

2014
- Prosa: Reinhard Kaiser-Mühlecker
- Übersetzung: Eveline Passet
- Dramatikerpreis: Nis-Momme Stockmann

2015
- Literaturpreis: Nino Haratischwili
- Poesiepreis: Judith Zander
- Dramatikerpreis: Wolfram Höll[1]

2016
- Literaturpreis: Ulla Lenze
- Übersetzung: Claudia Hamm
- Dramatikerpreis: Darja Stocker[2]

2017
- Literaturpreis „Text & Sprache“: Ulrike Almut Sandig

2018
- Literaturpreis „Text & Sprache“: Thomas Köck

2019
- Literaturpreis „Text & Sprache“: Enis Maci

2020
- Literaturpreis „Text & Sprache“: Maren Kames

2021
- Literaturpreis „Text & Sprache“: Dorothee Elmiger

2022
- Literaturpreis „Text & Sprache“: Lena Gorelik

2023
- Literaturpreis "Text & Sprache": Lukas Rietzschel

2024
- Literaturpreis "Text & Sprache": Dana Vowinckel[3]

2025
- Literaturpreis "Text & Sprache": Yevgeniy Breyger[4]